# Földvári Ambrus
Földvári Ambrus (16. század – 17. század) református lelkész, egyházi író.

## Élete
A Dunántúl délkeleti megyéiben működött mint lelkész. 1576-ban jelent volt a hercegszőllősi zsinaton. Egyesek szerint 1607 és 1615 között Tolnán volt lelkész, mások szerint 1609-ben a Somogyi megyei Hobolon szolgált. Laskón is volt prédikátor.
Toldy Ferenc szerint eposzköltő volt. Bod Péter említi, hogy magyarra fordította Zacharias Ursinus Catechisatio című művét, Gulielmus Bucanus Theologia-ját, valamint Benedict Aretius Theologicum Examen-jét. A műveket sosem jelentette meg nyomtatásban, s elvesztek.